# Elaeocarpus hochreutineri
Elaeocarpus hochreutineri är en tvåhjärtbladig växtart som beskrevs av Weibel. Elaeocarpus hochreutineri ingår i släktet Elaeocarpus och familjen Elaeocarpaceae. Inga underarter finns listade i Catalogue of Life.